# Steinbrüche Talle

Luftbild (2024)

Die Steinbrüche Talle sind zwei aktive Kalk-Steinbrüche direkt nebeneinander westlich von Talle im  Gemeindegebiet von Kalletal im Bundesland Nordrhein-Westfalen. Beide Steinbrüche liegen im Landschaftsschutzgebiet Rinteln-Hamelner Weserbergland mit Vlothoer Weserdurchbruch und Rintelner Talweitung sowie Lipper Bergland mit Krankenhagener Kuppen, Heidelbecker Höhen, Hohenhauser und Taller Bergland als großflächiges Gebiet.

## Steinbrüche
In beiden Steinbrüchen wird Kalksandstein abgebaut. Der nördliche Steinbruch wird von der Hermann Vollmer GmbH & Co. KG betrieben, um Schotter- und Splittmaterialien für den Tief- und Straßenbau zu produzieren. Im 17 Hektar großen und bis zu 90 m tiefen Steinbruch der Firma Vollmer sollte im Jahr 2020 die Rekultivierung beginnen und 2030 abgeschlossen sein. Der Steinbruch soll nach Abbauende Lebensraum für seltene Tiere werden.
Der südliche Steinbruch wird seit 2000 von der Schiewe GmbH & Co. KG betrieben.

## Fossilien
Für die beiden Steinbrüche sind bisher folgende sechs Fossilienarten dokumentiert (Stand 2025): Ceratites nodosus, Ceratites pulcher, Encrinus liliiformis, Germanonautilus tridorsatus, Loxonema obsoletum, Pleuromya.